# MTV Video Music Awards 2007
Kategorie, nominowani i zwycięzcy MTV Video Music Awards w roku 2007:
Wideoklip roku
- Beyoncé – "Irreplaceable"
- Justice – "D.A.N.C.E."
- Rihanna ft Jay-Z – "Umbrella"
- Justin Timberlake – "What Goes Around...Comes Around"
- Kanye West – "Stronger"
- Amy Winehouse – "Rehab"

Piosenkarz roku
- Akon – "Don’t Matter", "I Wanna Love You" ft Snoop Dogg, "Smack That" ft Eminem
- Kanye West – "Can't Tell Me Nothing", "Stronger",  "Classic (Better Than I’ve Ever Been)" – DJ Premier remix, ft Nas, KRS-One and Rakim)
- Justin Timberlake – "Let Me Talk To You/ My Love" ft T.I. and Timbaland, "SexyBack" ft Timbaland, "What Goes Around...Comes Around"
- T.I. – "Big Things Poppin' (Do It)", "You Know What It Is" ft Wyclef Jean, "What You Know"
- Robin Thicke – "Can U Believe", "Lost Without U",  "Wanna Love You Girl" (remix) ft Busta Rhymes and Pharrell

Piosenkarka roku
- Amy Winehouse – "Rehab", "You Know I'm No Good"
- Beyoncé – "Irreplaceable", "Beautiful Liar" ft Shakira
- Fergie – "Big Girls Don’t Cry (Personal)", "Glamorous" ft Ludacris, "Fergalicious" ft Will.I.Am
- Nelly Furtado – "Maneater", "Say It Right"
- Rihanna ft Jay-Z – "Umbrella"

Najlepszy debiut roku
- Amy Winehouse – "Rehab", "You Know I'm No Good"
- Carrie Underwood – "Before He Cheats"
- Gym Class Heroes ft Patrick Stump – "Clothes Off", "Cupid’s Chokehold/Breakfast in America"
- Lily Allen – "Alfie", "Smile", "LDN"
- Peter Bjorn ft John – "Young Folks"

Najlepszy zespół
- Fall Out Boy – "This Ain’t a Scene, It’s an Arms Race", "Thnks Fr Th Mmrs"
- Gym Class Heroes ft Patrick Stump – "Clothes Off", "Cupid’s Chokehold/Breakfast in  America"
- Linkin Park – "What I've Done"
- Maroon 5 – "Makes Me Wonder"
- White Stripes – "Icky Thump"

Most Earthshattering Collaboration
- Akon ft Eminem – "Smack That"
- Beyoncé ft Shakira – "Beautiful Liar"
- Justin Timberlake ft Timbaland – "SexyBack"
- Gwen Stefani ft Akon – "The Sweet Escape"
- U2 ft Green Day – "The Saints Are Coming"

Quadruple Threat of the Year
- Beyoncé
- Bono
- Jay-Z
- Justin Timberlake
- Kanye West

Najlepszy singel roku
- Avril Lavigne – "Girlfriend"
- Daughtry – "Home"
- Fall Out Boy – "Thnks Fr Th Mmrs"
- Lil Mama – "Lip Gloss (No Music)"
- T-Pain ft Yung Joc – "Buy U a Drank (Shawty Snappin')"
- Timbaland ft Keri Hilson, D.O.E. and Sebastian - "The Way I Are"
- MIMS – "This Is Why I'm Hot"
- Plain White T’s – "Hey There Delilah"
- Rihanna ft Jay-Z – "Umbrella"
- Shop Boyz – "Party Like a Rockstar"

Najlepszy reżyser wideoklipu
- Beyoncé ft Shakira – "Beautiful Liar" - Director: Jake Nava
- Christina Aguilera – "Candyman" - Directors: Matthew Rolston
- Justin Timberlake – "What Goes Around...Comes Around" - Director: Samuel Bayer
- Kanye West – "Stronger" - Director: Hype Williams
- Linkin Park – "What I've Done" Director: Joseph Hahn
- Rihanna ft Jay-Z – "Umbrella" - Director: Chris Applebaum

Best Editing in a Video
- Beyoncé and Shakira – "Beautiful Liar" - Editor: Jarett Figl
- Gnarls Barkley – "Smiley Faces" - Editor: Ken Mowe
- Justin Timberlake – "What Goes Around...Comes Around" - Editor: Hollee Singer
- Kanye West – "Stronger" - Editors: Peter Johnson and Corey Weisz
- Linkin Park – "What I've Done" - Editor: Igor Kovalik

Najlepszy choreograf wideoklipu
- Beyoncé and Shakira: "Beautiful Liar" - Choreographer: Frank Gatson
- Chris Brown – "Wall To Wall" - Choreographers: Rich & Tone and Flii Styles
- Ciara: "Like A Boy" - Choreographer Jamaica Craft
- Eve – "Tambourine" - Choreographer: Tahesha Scott
- Justin Timberlake – "My Love" - Choreographer: Marty Kuldeka

## Na MTV Music Awards 2007 wystąpili
- Britney Spears
- Cee-Lo
- Chris Brown
- Common
- Daniel Merriweather
- Fall Out Boy
- Foo Fighters
- Gym Class Heroes
- Kanye West
- Lil' Wayne
- Nelly Furtado (razem z Missy Elliott i Chris Martin)
- Rihanna
- Timbaland
- T-Pain
- Amy Winehouse